# Rostislav (1896)
Rostislav (rusky Ростислав) byla bitevní loď typu predreadnought postavená pro Černomořské loďstvo na začátku dvacátého století v loděnici Nikolajevu jako jediná jednotka bez třídy. Koncipována byla jako malá a levná loď pobřežní obrany, ale námořnictvo od této koncepce upustilo ve prospěch kompaktní námořní bitevní lodi s výtlakem 9 020 t. Špatná konstrukce i konstrukční postupy zvýšily její skutečný výtlak o více než 1600 t. Rostislav se také stal první velkou válečnou lodí na světě, která místo uhlí spalovala topný olej. Bojová schopnost lodě však byla snížena použitím hlavních děl ráže 254 mm namísto de facto ruského standardu 305 mm. 
Na vodu byla spuštěna v září 1896, ale nedodání hlavních děl lodi zpozdilo její první plavbu až do roku 1899 a dokončení až do roku 1900. V květnu 1899 se Rostislav stala první lodí carského námořnictva, které velel člen rodu Romanovců, kapitán Alexandr Michajlovič. Od roku 1903 do roku 1912 byla loď vlajkovou lodí druhého velitele Černomořské floty. Během ruské revoluce v roce 1905 byla její posádka na pokraji vzpoury, ale zůstala věrná režimu a aktivně potlačovala vzpouru křižníku Očakov.
Rostislav se aktivně účastnil první světové války až do rozpadu Černomořské floty na začátku roku 1918. Byla první ruskou lodí, která během první světové války vystřelila na pozemní nepřátelské cíle a kterou jako první zasáhl německý nálet a také první, která zničila ponorku, i když vlastní ruskou. V dubnu 1918 opustili prchající bolševici Rostislava v Sevastopolu a o rok později jí britské okupační síly deaktivovaly pohonný systém. Bílé síly ji používaly jako vlečnou plovoucí baterii a poté ji v listopadu 1920 potopily v Kerčském průlivu.